# Hisashi Mizutori
Hisashi Mizutori (Shizuoka, Japón, 22 de julio de 1980) es un gimnasta artístico japonés, campeón olímpico en 2004 en el concurso por equipos, y subcampeón del mundo en dos ocasiones en 2005 y 2007.

## Carrera deportiva
En los JJ. OO. de Atenas 2004 gana el oro en el concurso por equipos, por delante de Estados Unidos y Rumania.
En el Mundial de Melbourne 2005 gana la plata en la general individual, tras su compatriota Hiroyuki Tomita y por delante del bielorruso Denis Savenkov (bronce).
En el Mundial celebrado en Aarhus (Dinamarca) en 2006 consigue el bronce en equipos; Japón queda tras China y Rusia, siendo sus compañeros de equipo: Takehito Mori, Takuya Nakase, Eichi Sekiguchi, Hiroyuki Tomita y Naoya Tsukahara.
En el Mundial de Stuttgart 2007 gana la plata en equipo —tras China y por delante de Alemania— y tres bronces: en la general individual —tras el chino Yang Wei y el alemán Fabian Hambüchen—, en suelo —por detrás del brasileño  Diego Hypólito y el español Gervasio Deferr— y en barra horizontal, tras de nuevo el alemán Fabian Hambüchen, y del esloveno Aljaž Pegan.